# Herbsleben
Herbsleben is een gemeente in de Duitse deelstaat Thüringen, en maakt deel uit van de Unstrut-Hainich-Kreis.
Herbsleben telt 2.917 inwoners. Naast het dorp Herbsleben omvat de gemeente het dorp Kleinvargula.

## Herbsleben

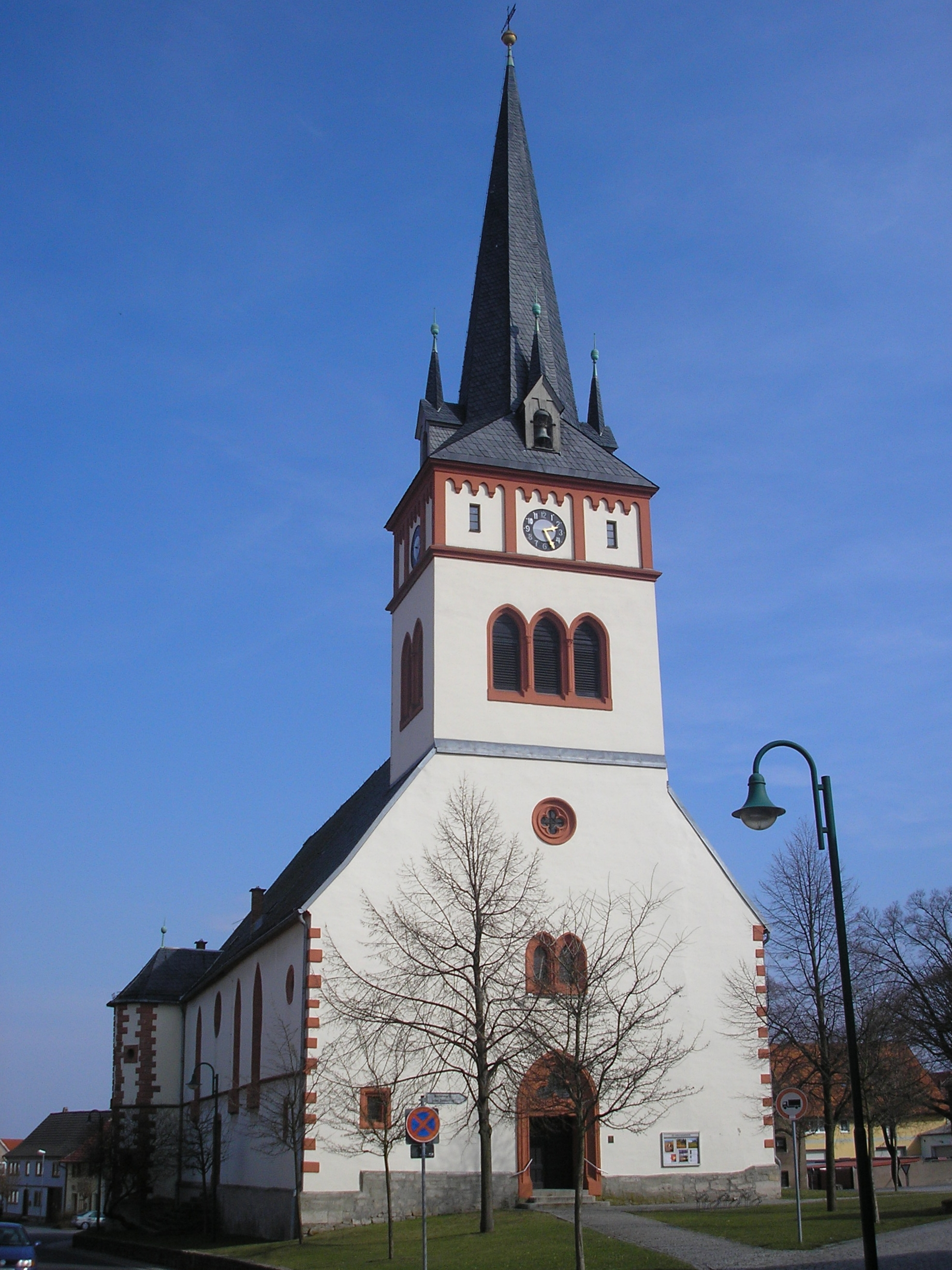
Dorpskerk

Herbsleben wordt al in 780 genoemd in een oorkonde. De dorpskerk, gewijd aan de heilige Drieeenheid, is een van de grootste dorpskerken in Thüringen. De huidige kerk heeft meerdere voorgangers gehad.
De voorouders van de Nederlandse violist Johan Herbschleb zijn afkomstig uit Herbsleben.
Anrode · Bad Langensalza · Bad Tennstedt · Ballhausen · Blankenburg · Bothenheilingen · Bruchstedt · Dünwald · Großvargula · Haussömmern · Herbsleben · Heroldishausen · Hornsömmern · Issersheilingen · Kammerforst · Kirchheilingen · Kleinwelsbach · Körner · Kutzleben · Marolterode · Menteroda · Mittelsömmern · Mühlhausen/Thüringen · Neunheilingen · Obermehler · Oppershausen · Rodeberg · Schlotheim · Schönstedt · Sundhausen · Tottleben · Unstruttal · Unstrut-Hainich · Urleben · Vogtei